# Four Out of Five
Four Out of Five è un singolo del gruppo musicale britannico Arctic Monkeys, pubblicato il 13 maggio 2018 come primo estratto dal sesto album in studio Tranquility Base Hotel & Casino.

## Tracce
1. Four Out of Five (edit) – 4:25
2. Four Out of Five (album version) – 5:12

## Formazione
- Alex Turner – voce, piano, basso, organo, chitarra, chitarra acustica
- Jamie Cook – chitarra
- Tom Rowley – chitarra elettrica
- Matt Helders – batteria
- Loren Humphrey – batteria
- James Righton – wurlitzer
- Josephine Stephenson – piano
- James Ford – percussioni, sintetizzatore, Orchestron, chitarra acustica, rotary timpani